# سيسابريد
سيسابريد هو دواء منشط للحركية المعدية، حيث يقوم بزيادة حركة القناة المعدية المعوية العليا. استعمال سابقا لعلاج مرض ارتجاع المريء وشلل المعدة بسبب السكري، أما الدليل على فائدته في علاج الإمساك فغير واضح.

## طريقة عمله
يؤثر بصورة مباشرة على مستقبل 5-HT4 أو السيروتونين وهو دواء محاكي اللاودي بصورة غير مباشرة. إن تحفيز مستقبلات السيروتونين تزيد من إطلاق أستيل كولين في الجهاز العصبي المعوي.

## تسويقه وسحبه من الأسواق
اكتشفت يانسن للأدوية سيسابريد في عام 1980، وكان متوفرا تحت اسم Prepulsid في أوروبا و Propulsid في الولايات المتحدة.
ولكون الدواء يتسبب بمتلازمة كيو تي الطويلة والتي تؤدي إلى اضطراب النظم القلبي، فقد سحب الدواء حاليا في أغلب بلدان العالم بسبب آثاره الضائرة أو على الأٌقل أصبح استعماله محدودا.